# زبان گوئاریا
زبان گوئاریا یک زبان مرواری-راجستانی است که بیست و پنج هزار گویشور دارد و همهٔ آنان در استان سند پاکستان می‌زیند. گوئاریازبانان هندویند و زبانی که برای انجام مناسک دینیشان به کار می‌برند زبان هندی است.